# Allium schachimardanicum
Allium schachimardanicum — вид рослин з родини амарилісових (Amaryllidaceae); поширений у Киргизстані й Узбекистані.

## Опис
Цибулини від яйцюватих до кулястих, діаметром 10–15 мм. Стеблина ± гнучка, зрештою пряма, кругла в перерізі, гладка, 30–40(50) см завдовжки, діаметром 2.5–4 мм. Листків 1–2(3), схожі на тюльпанові листки, товсті, верхня сторона гладка, нижня сторона дрібно ребриста, краї гладкі, спочатку бузкові; 18–25 см завдовжки, 2–5 см завширшки; яскраво-зелені, в основі залиті бордово-червоним. Суцвіття спочатку напівкулясте, пізніше ± широко конічне (більше вшир, ніж довжину), щільне, багатоквіткове, до 3 см в діаметрі. Період цвітіння: травень — червень. Квітки чашоподібні зірчасті. Листочки оцвітини вузько трикутно-ланцетоподібні, дуже довго й різко загострені, краї злегка зубчасті, завдовжки 6–9(10) мм, в основі завширшки 1.2–1.5 мм (внутрішні — трохи ширші), рожево-бузкові, темніша серединна жилка зникає у напрямку до верхівки. Нитки тичинок рожеві, блідіші до основи. Пиляки жовтувато-фіолетові. Пилок жовтувато-сірий. Коробочка широко яйцювато-трикутна, поверхня з дрібно піднятими зморшками, ≈ 5 мм завдовжки та діаметром, жовтувато-брунатна. Насіння по 2 на комірку, шовково-блискуче-чорне, 2–3 × 1.5–1.8 × 1.2–1.5 мм. 2n = 16.

## Поширення
Поширений у Киргизстані й Узбекистані. Населяє гірський хребет Алай, від передгірних до гірських кам'янисті схили та скельні тераси з неглибоким ґрунтом.